# Tarta
Una tarta o torta es un tipo de pastel tradicionalmente redondo compuesto de una o más capas de masa de sabor dulce cocida al horno, rellena y decorada con crema pastelera, trufa de chocolate, nata montada, fruta, chocolate u otros ingredientes.
Las tartas combinan normalmente un cierto tipo de subproducto del trigo, un agente edulcorante (comúnmente azúcar), un agente astringente (generalmente huevo, aunque el gluten o el almidón es utilizado a menudo por los veganos), grasa (generalmente aceite, mantequilla o margarina, aunque se puede substituir por un puré de fruta para evitar usar grasa), un líquido (leche, agua o zumo de fruta), sabores y de una forma de levadura.
A menudo, la tarta es el postre de elección para las ocasiones ceremoniales, particularmente las bodas o las fiestas de cumpleaños. En algunas tradiciones, la novia y el novio realizan el primer corte de la tarta que se suele distribuir en varios pisos. Para los cumpleaños, una tarta, a menudo con inscripciones y decoraciones figurativas, se cubre con velas, que son apagadas después de que el celebrante haya pedido un deseo.
Se llaman tartaletas a las tartas de menor tamaño.

## Composición de una tarta

### Masa
La mayoría de las tartas se hacen con harina de trigo y, por lo tanto, gluten que necesita ser tomado con un cuidado especial para asegurarse que las tartas no adquieran una textura pastosa. Los ingredientes de la tarta se mezclan lo menos posible una vez que se ha agregado la harina. Esto marca la diferencia de los artículos robustos hechos con la harina tales como el pan, donde el secreto se encuentra en agitar el gluten tanto como sea posible. Las tartas se basan a menudo en batir los huevos y en la adición de agentes levadores, tales como levadura en polvo, para producir burbujas de gas en la misma. Esto es lo que hace a una tarta tradicionalmente mullida y esponjosa.
Los ingredientes típicos para hacer una tarta son harina de trigo, huevos, aceite, agua, levadura química, extracto de la vainilla, y azúcar. A menudo, se utiliza harina suave, pues tiene menos gluten que la harina dura de pan o la harina estándar. El cacao en polvo o el chocolate se agregan para hacer una tarta de chocolate. Para su confección, se utiliza mantequilla o aceites de sabor ligero. Los aceites de sabor fuerte tales como aceite de oliva no se utilizan generalmente ya que pueden superponerse y ocultar el gusto de otros ingredientes.

### Relleno

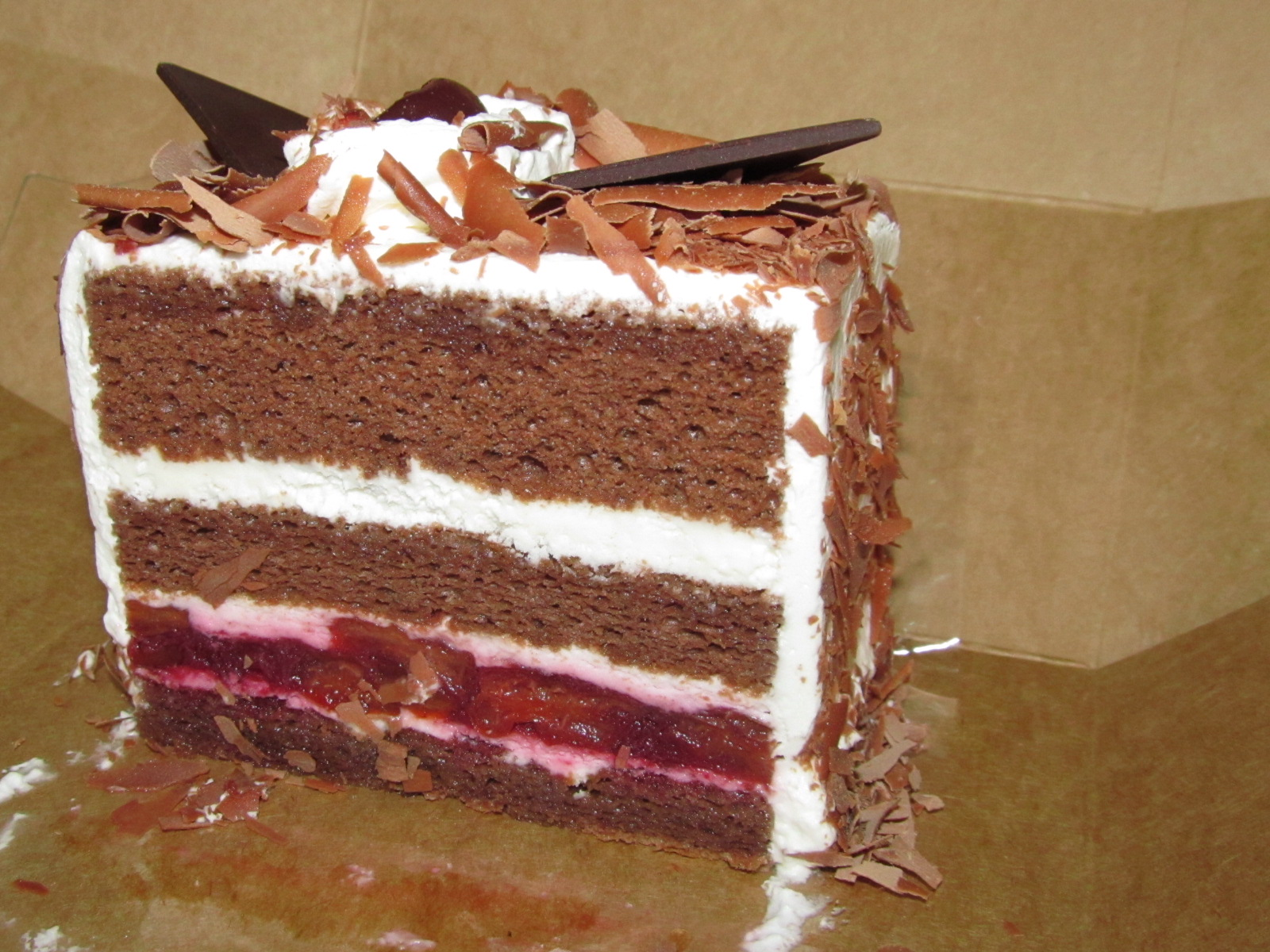
La clásica tarta de la Selva Negra (schwarzwälder kirschtorte) alterna capas de bizcocho con mermelada de cerezas y nata montada.

Una tarta no es tal sin un buen relleno que es el que más va a determinar el carácter de la misma. Entre los rellenos más habituales se cuentan la nata montada, la crema pastelera, diversos tipos de mermelada, crema de chocolate, y un largo etcétera. Sin relleno ni decoración no sería más que un simple bizcocho (o bizcochuelo).
La tarta se suele cortar horizontalmente en dos o tres partes, añadiendo una o dos capas de relleno entre ellas. Si se usan dos o más capas de relleno, no es necesario usar el mismo relleno en ambas capas, aunque se atiende a que la combinación de sabores sea acertada.

### Ornamentación

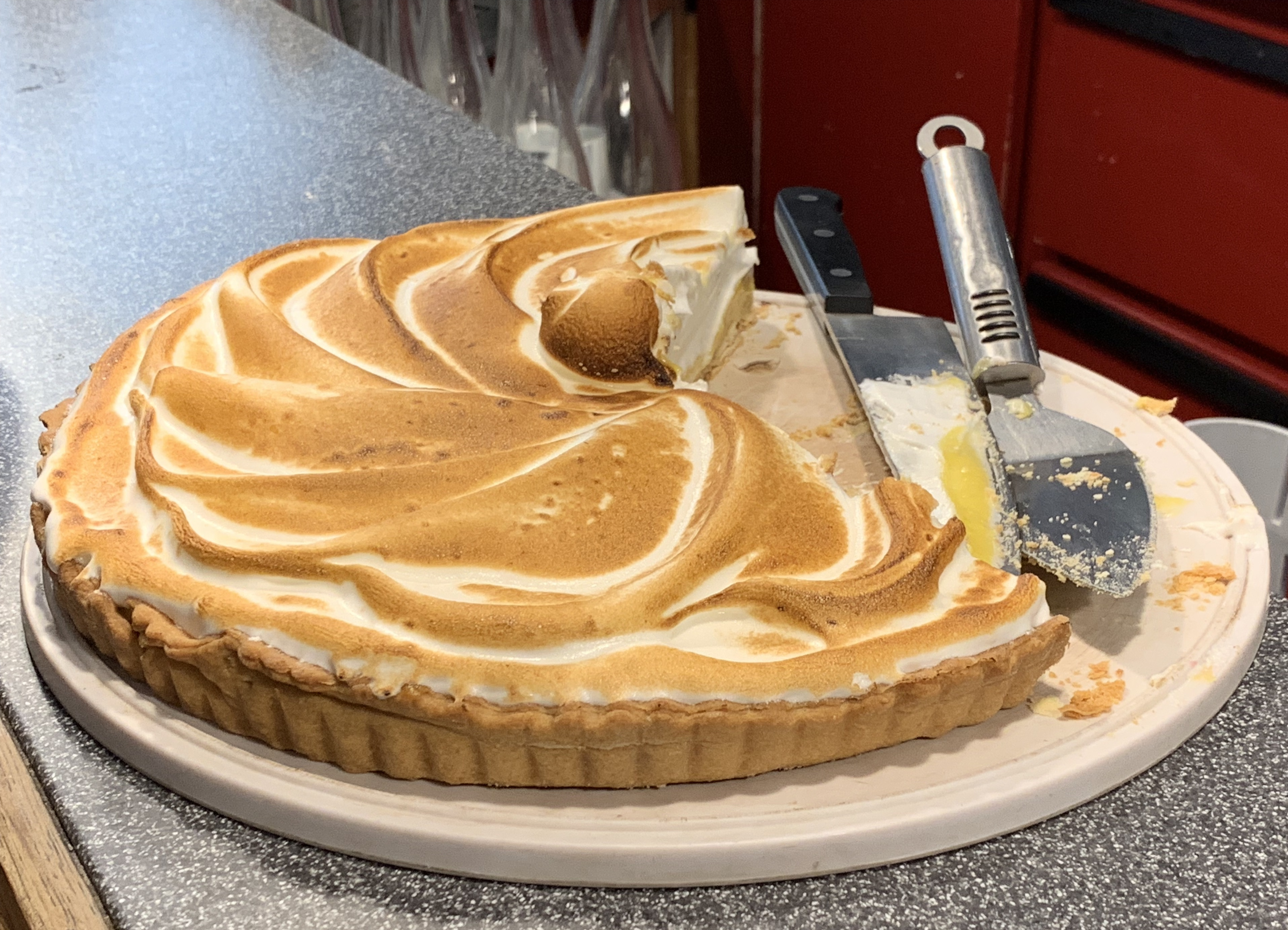
Ornamentación de una tarta de limón con merengue.

Una vez hecha y rellenada la tarta, se suele decorar para darle el carácter adecuado para la situación en que va a ser degustada.
Las decoraciones más simples incluyen adornos de nata o merengue italiano realizados con la manga pastelera, guindas u otras frutas escarchadas, fideos de chocolate, etc.
Las más elaboradas usan fondant para crear motivos, dibujos más o menos complejos, e incluso figuras en tres dimensiones.

### Otras versiones
- Se pueden sustituir la mantequilla y el azúcar por aceite vegetal y sucralosa o estevia, para lograr tartas con menos calorías o para regímenes dietéticos.
- La harina de trigo puede sustituirse por harina de arroz o fécula de maíz, las cuales no contienen gluten y pueden ser consumidas por celíacos. En este caso debe usarse goma guar como aglutinante, ya que el gluten es el responsable de la esponjosidad de la masa.
- Los ingredientes se pueden sustituir totalmente por golosinas. Estas versiones, muy alegres y coloridas, se conocen como tartas de chuches, utilizadas en cumpleaños y eventos, principalmente en las comuniones.

## Galería

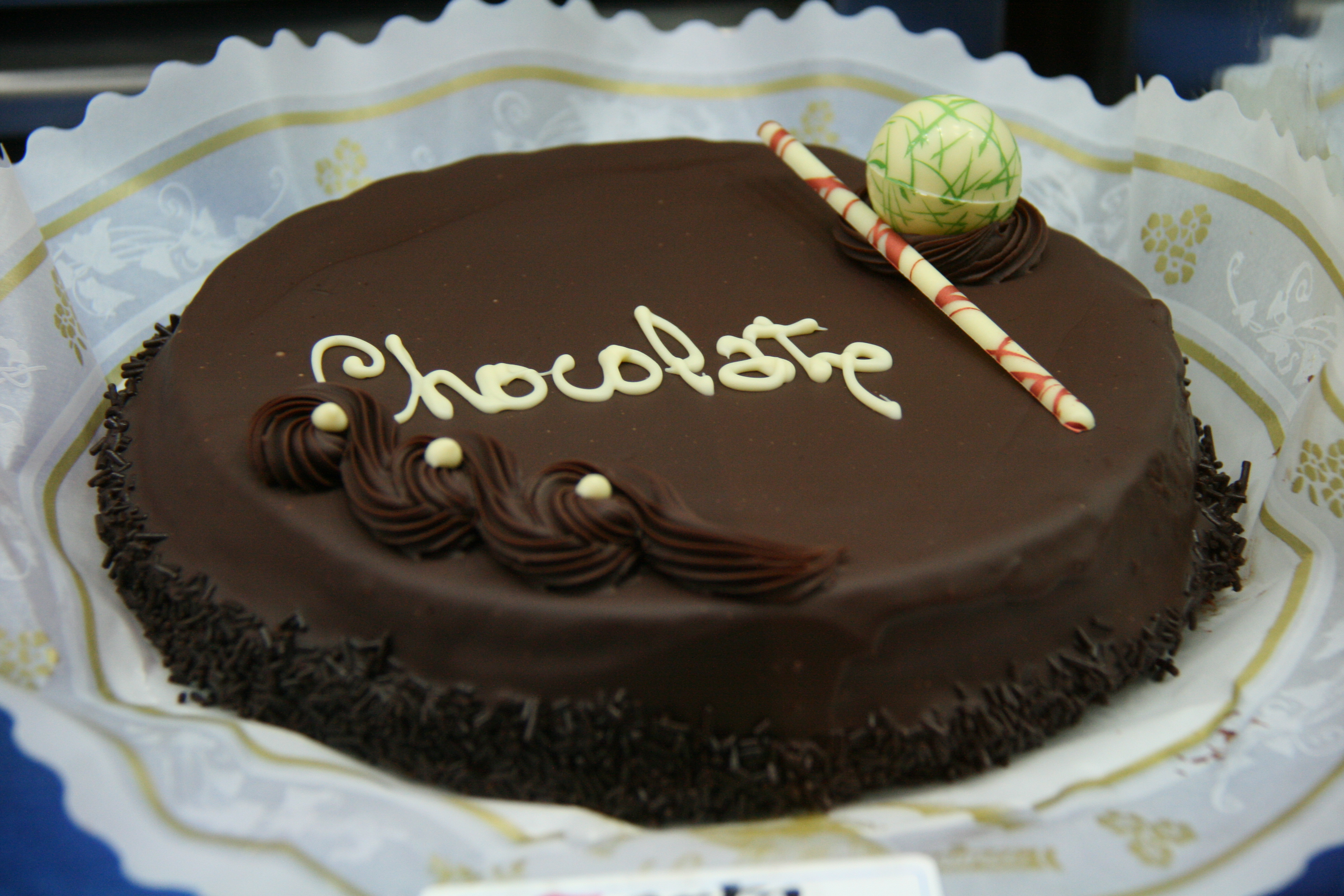
Tarta de chocolate.
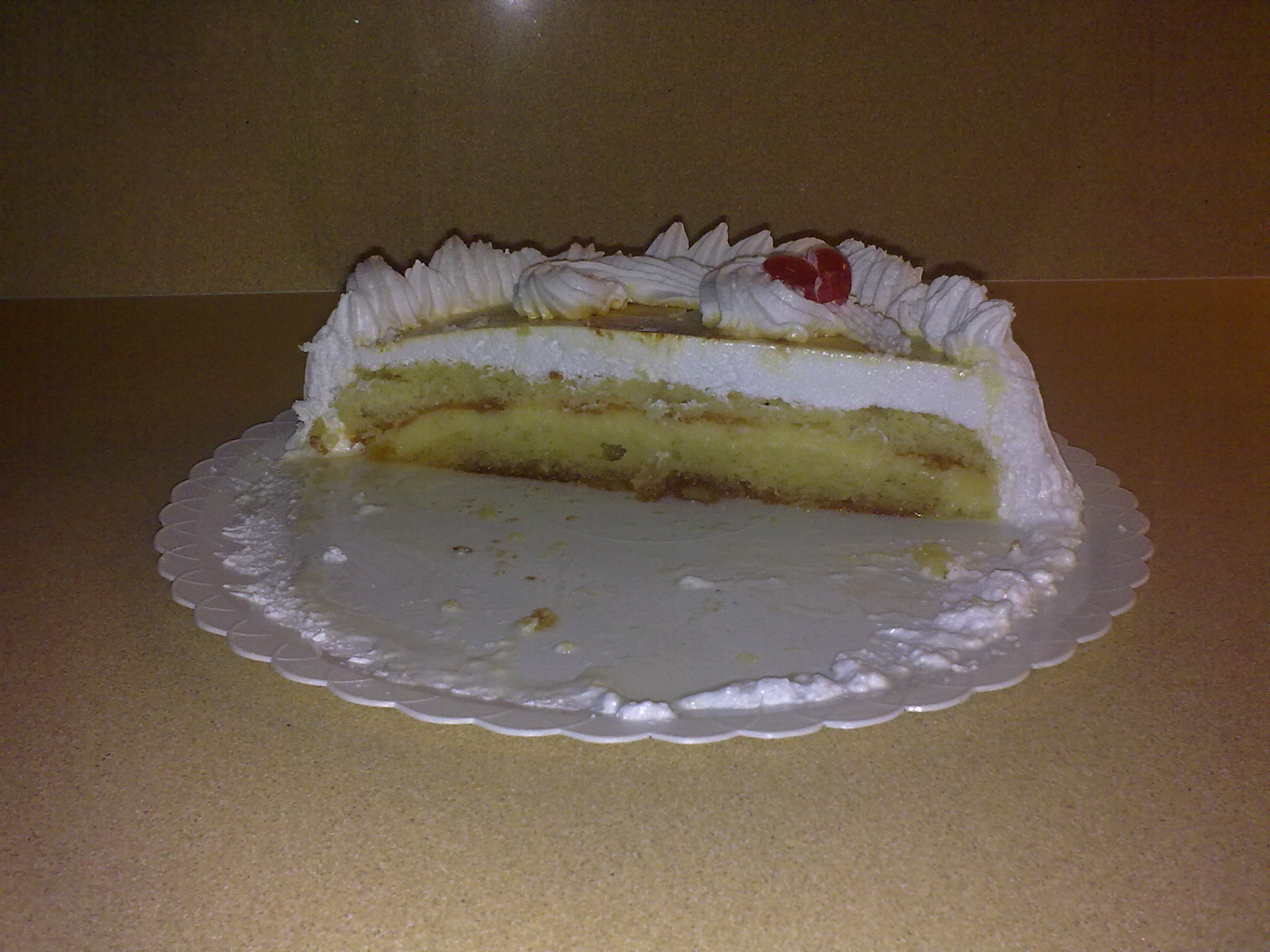
Tarta de  merengue.
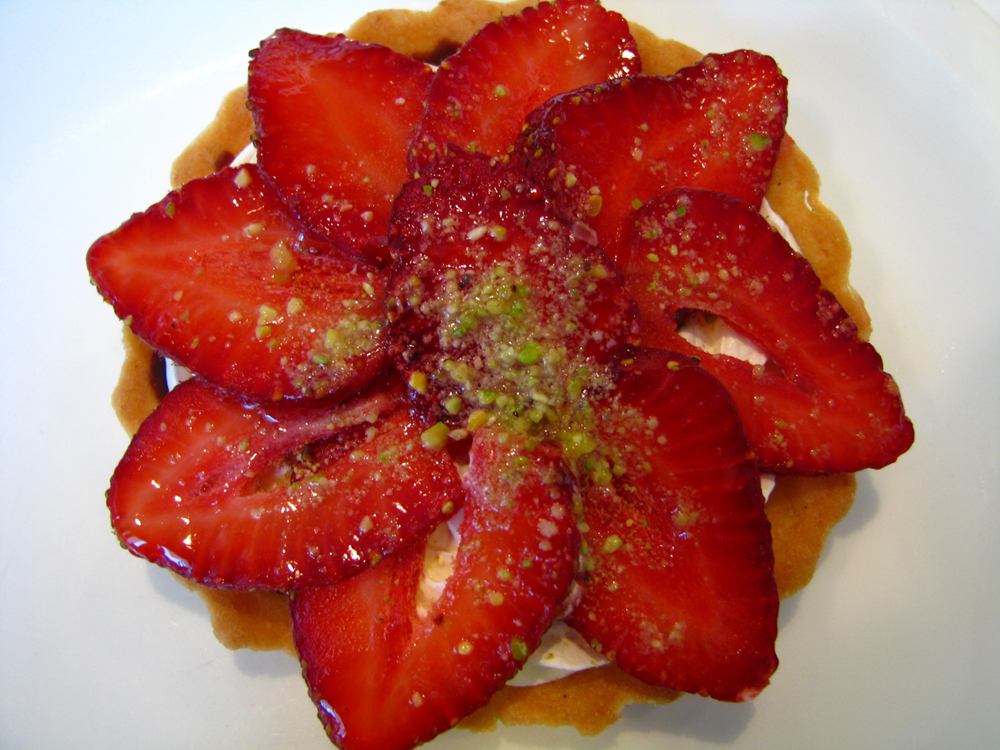
Tarta de fresas.
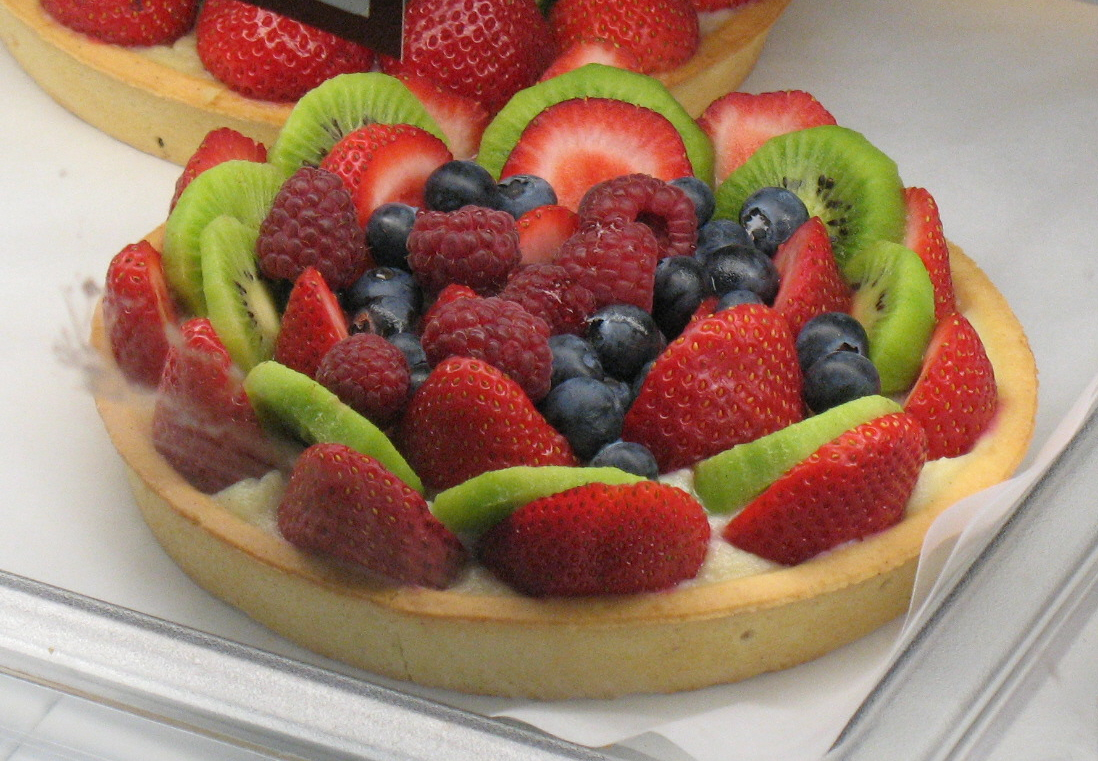
Tarta de fresas, kiwi y arándanos.
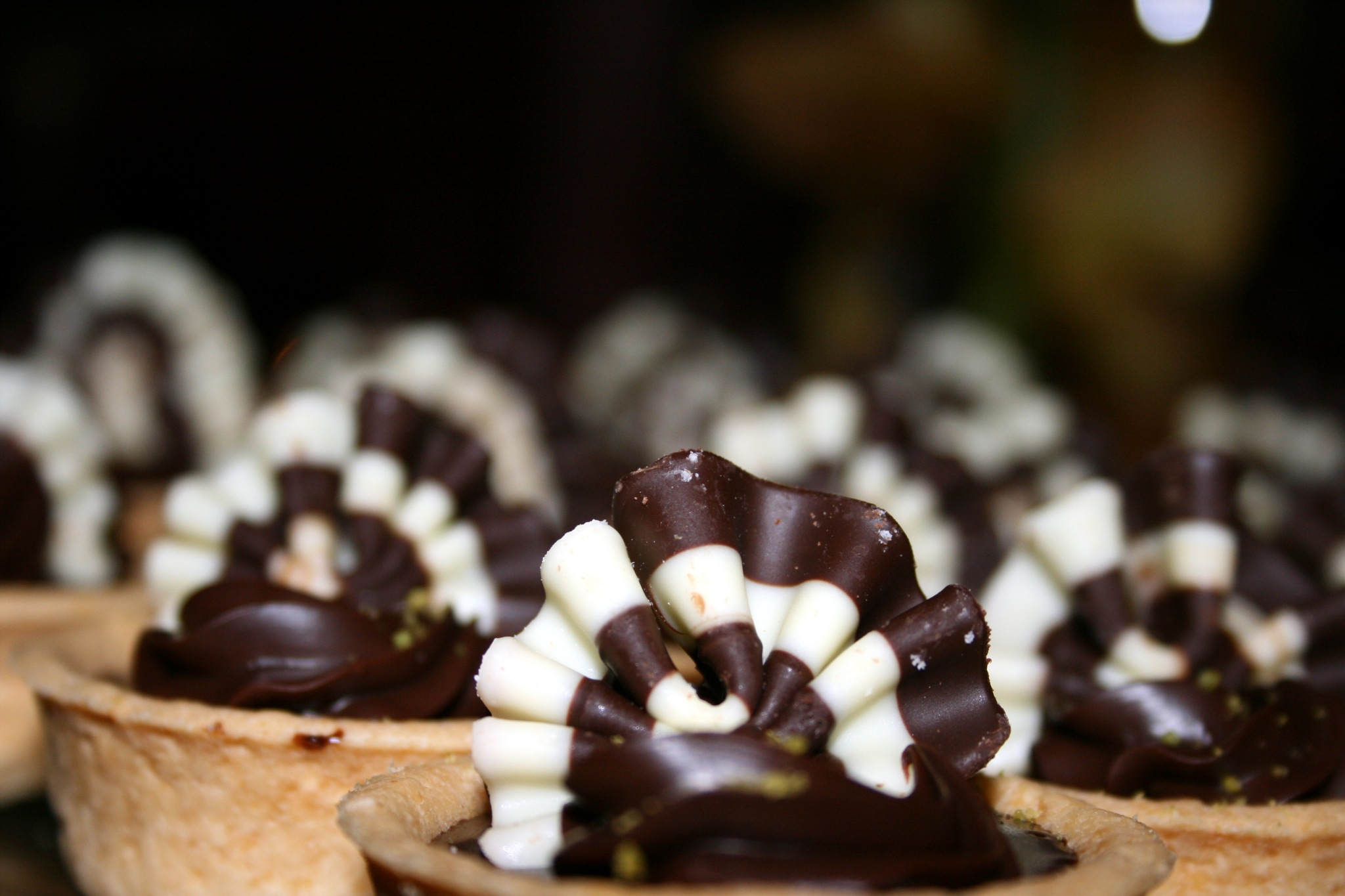
Tarta de chocolate.
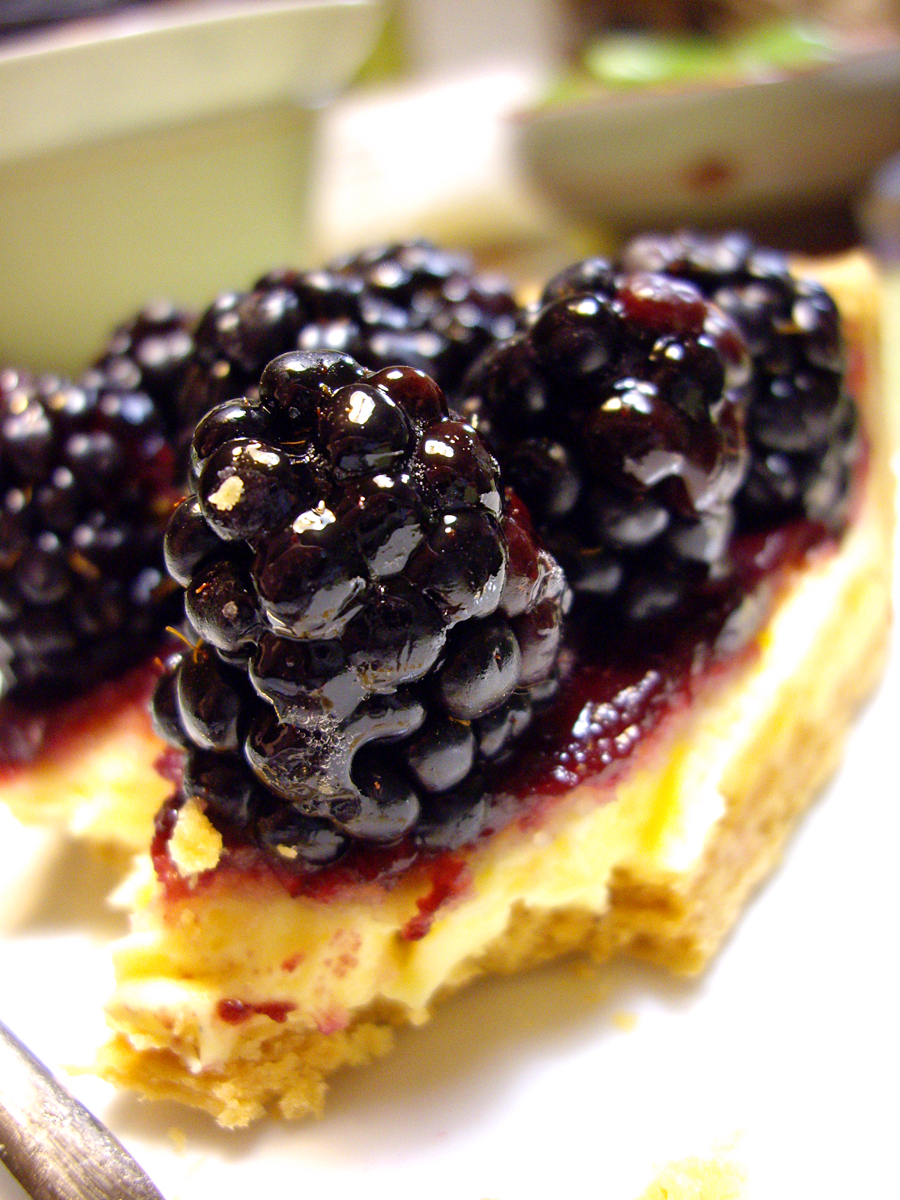
Tarta mexicana de moras.
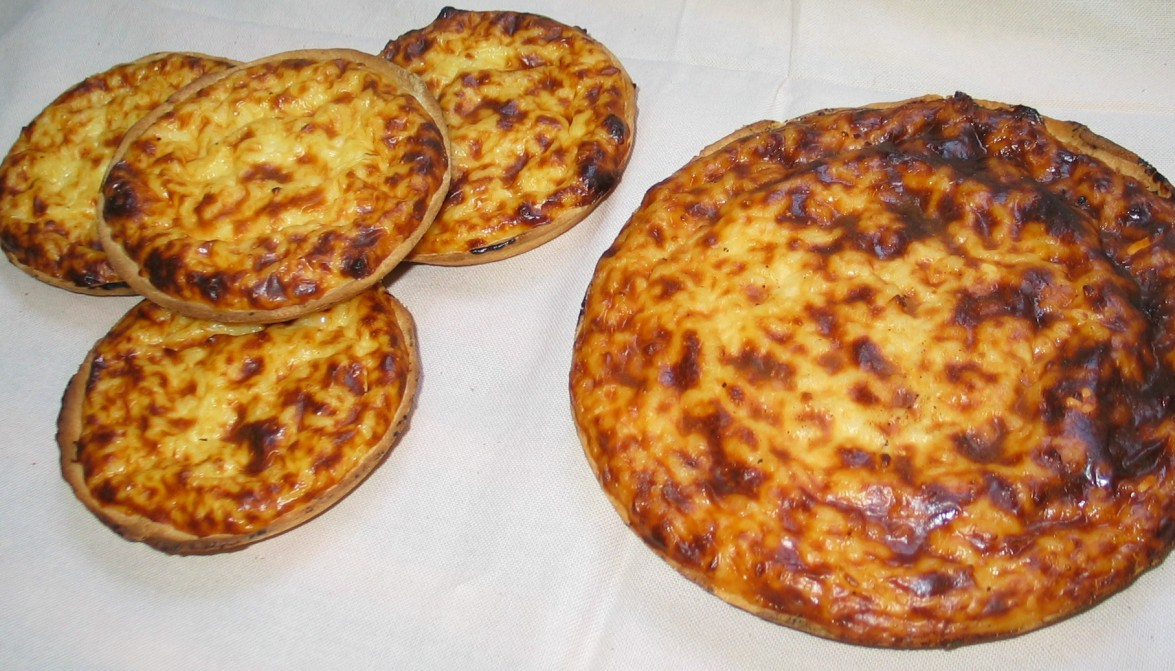
Rijstevlaai (tarta de arroz limburguesa).
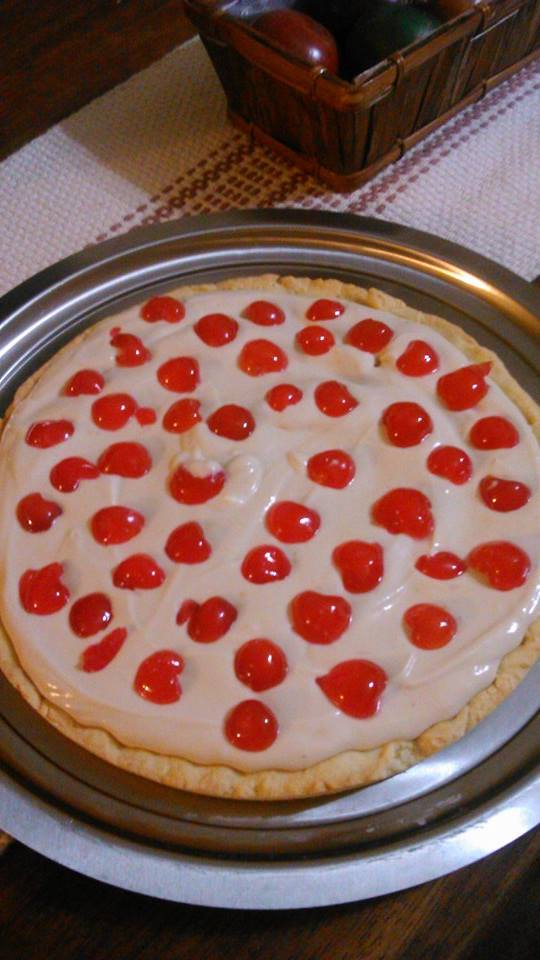
Tarta de cerezas con queso y crema de leche.
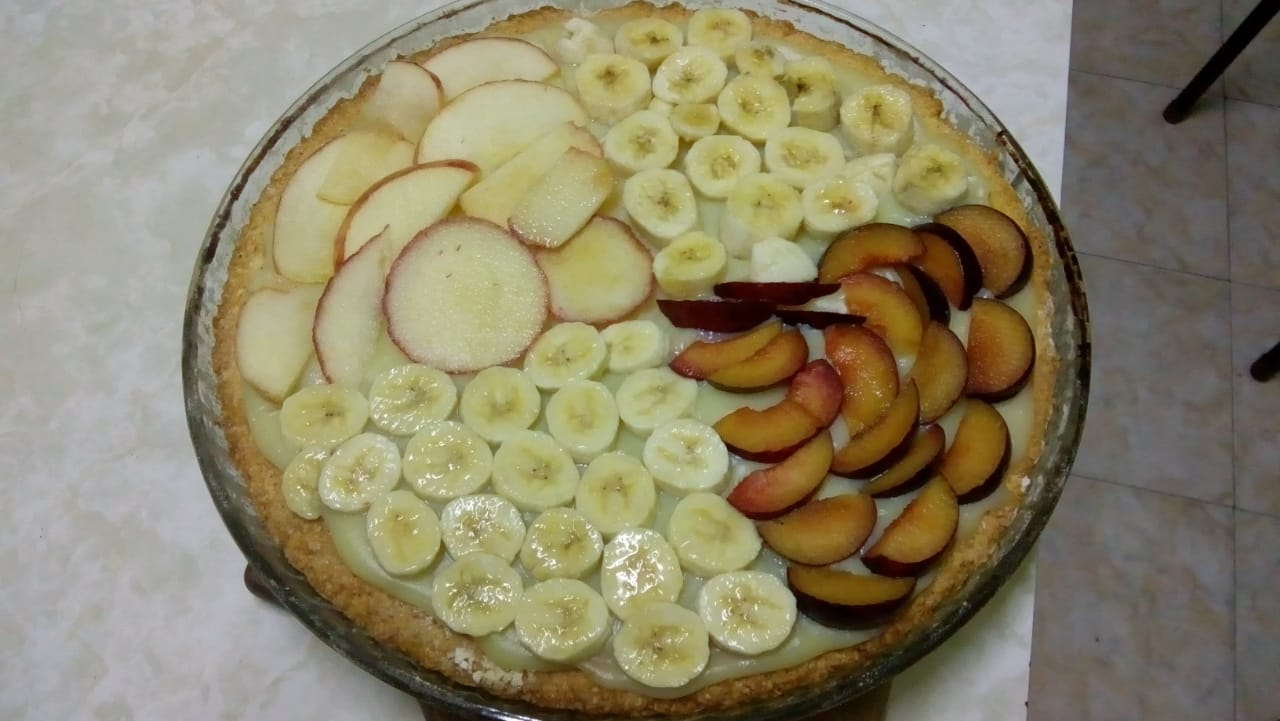
Tarta de puré de frutas con trozos de banana, ciruela y manzana.